# Football Club Internazionale 1959-1960
Questa voce raccoglie le informazioni riguardanti il Football Club Internazionale nelle competizioni ufficiali della stagione 1959-1960.

## Stagione
A tre mesi dalla sconfitta con la Juventus nell'atto finale di Coppa Italia — risultato che costituì il miglior traguardo dei nerazzurri nel recente lustro — la rivalità coi torinesi conobbe un nuovo elemento d'acredine stante il risultato dell'incontro disputato il 13 dicembre 1959, col successo di misura dei bianconeri: la FIGC non accolse infatti l'esposto avanzato dai milanesi e volto ad ottenere l'annullamento sub iudice della gara, richiesta ascrivibile all'involontario colpo che Invernizzi ricevette dall'arbitro Lo Bello riportando una ferita al labbro.
In campionato l'Inter pagò la minor incisività di Angelillo sottoporta, con l'attaccante protagonista di soli 11 gol contro i 33 dell'annata precedente: un torneo vissuto lontano dai vertici si tradusse nel quarto posto finale, con 40 punti in classifica. Tra i singoli risultati spiccò in negativo il 5-3 incassato nel derby del 27 marzo 1960, con il Milan tornato ad imporsi nelle stracittadine dopo l'ultima affermazione datata 1954.
Eliminata dalla Fiorentina in coppa nazionale, a capo di un'altra stagione senza successi — contraddistinta peraltro dal blitz sabaudo in quel di San Siro — la squadra si qualificò per la Coppa delle Fiere all'ultima giornata condannando al contempo l'Alessandria alla retrocessione.

## Divise
| 1ª divisa | 2ª divisa |  |

## Organigramma societario
Area direttiva
- Presidente: Angelo Moratti
- Consigliere: Giuseppe Prisco
- Segretario sportivo e amministrativo: Italo Allodi

Area tecnica
- Allenatore: Aldo Campatelli 
 Camillo Achilli
- Viceallenatore: Camillo Achilli
- Consulente tecnico: Giulio Cappelli

Area sanitaria
- Massaggiatore: Bartolomeo Della Casa

## Rosa
| N. |                   | Ruolo | Calciatore          |
| -- | ----------------- | ----- | ------------------- |
|    | Italia (bandiera) | P     | Enzo Matteucci      |
|    | Italia (bandiera) | P     | Walter Pontel       |
|    | Italia (bandiera) | P     | Antonio Annibale    |
|    | Italia (bandiera) | D     | Aristide Guarneri   |
|    | Italia (bandiera) | D     | Bruno Bolchi        |
|    | Italia (bandiera) | D     | Livio Fongaro       |
|    | Italia (bandiera) | D     | Mauro Gatti         |
|    | Italia (bandiera) | D     | Amos Cardarelli     |
|    | Italia (bandiera) | D     | Vasco Tagliavini    |
|    | Italia (bandiera) | C     | Mario Corso         |
|    | Italia (bandiera) | C     | Enea Masiero        |
|    | Italia (bandiera) | C     | Giovanni Invernizzi |

| N. |                      | Ruolo | Calciatore                 |
| -- | -------------------- | ----- | -------------------------- |
|    | Italia (bandiera)    | C     | Claudio Guglielmoni        |
|    | Svezia (bandiera)    | C     | Bengt Lindskog             |
|    | Italia (bandiera)    | C     | Luigi Mascalaito           |
|    | Italia (bandiera)    | C     | Orazio Rancati             |
|    | Italia (bandiera)    | C     | Mario Mereghetti           |
|    | Italia (bandiera)    | C     | Arcadio Venturi            |
|    | Italia (bandiera)    | C     | Italo Galbiati             |
|    | Argentina (bandiera) | A     | Antonio Valentín Angelillo |
|    | Italia (bandiera)    | A     | Mauro Bicicli              |
|    | Italia (bandiera)    | A     | Edwing Firmani             |
|    | Italia (bandiera)    | A     | Egidio Morbello            |

## Risultati

### Serie A

#### Girone di andata
| Arbitro: | De Robbio (Torre Annunziata) |

|                                                          |           |                                   |
| Angelillo 5’, 24’ (rig.) Firmani 35’, 45’, 72’ Corso 54’ | Marcatori | 31’ Brighenti 23’ Moro 86’ Tortul |

| Arbitro: | Bonetto (Torino) |

|              |           |             |
| Marchesi 62’ | Marcatori | 25’ Firmani |

| Arbitro: | Liverani (Torino) |

|             |           |             |
| Firmani 34’ | Marcatori | 7’ Bizzarri |

| Genova 11 ottobre 1959 4ª giornata | Sampdoria        | 0 – 0 | Inter | Stadio Luigi Ferraris\| Arbitro: \| Orlandini (Roma) \| |
| Arbitro:                           | Orlandini (Roma) |       |       |                                                         |

| Arbitro: | Jonni (Macerata) |

|                         |           |  |
| Rancati 40’ Masiero 76’ | Marcatori |  |

| Arbitro: | Lo Bello (Siracusa) |

|         |           |                                       |
| Erba 5’ | Marcatori | 44’ Bicicli 65’ Firmani 87’ Angelillo |

| Milano 8 novembre 1959 7ª giornata | Inter            | 0 – 0 | Milan | Stadio San Siro\| Arbitro: \| Jonni (Macerata) \| |
| Arbitro:                           | Jonni (Macerata) |       |       |                                                   |

| Arbitro: | Leita (Udine) |

|                 |           |            |
| Bolchi 64’, 90’ | Marcatori | 84’ Massei |

| Arbitro: | Jonni (Macerata) |

|                                            |           |              |
| Pestrin 9’ Zaglio 52’ (rig.) Selmosson 60’ | Marcatori | 63’ Lindskog |

| Arbitro: | Lo Bello (Siracusa) |

|                          |           |             |
| Lindskog 61’ Firmani 65’ | Marcatori | 22’ Campana |

| Arbitro: | Lo Bello (Siracusa) |

|             |           |  |
| Charles 28’ | Marcatori |  |

| Arbitro: | Adami (Roma) |

|  |           |                      |
|  | Marcatori | 3’ Corso 41’ Masiero |

| Arbitro: | Annoscia (Bari) |

|                              |           |  |
| Invernizzi 65’ Angelillo 70’ | Marcatori |  |

| Arbitro: | Babini (Ravenna) |

|               |           |               |
| Sacchella 85’ | Marcatori | 38’ Angelillo |

| Arbitro: | Famulari (Messina) |

|                        |           |                            |
| Lindskog 41’, 88’, 90’ | Marcatori | 20’, 61’ Bettini 28’ Milan |

| Arbitro: | Gambarotta (Genova) |

|                                             |           |            |
| Angelillo 24’ Corso 32’ Lindskog 64’ (rig.) | Marcatori | 66’ Tacchi |

| Arbitro: | Jonni (Macerata) |

|                |           |          |
| Di Giacomo 82’ | Marcatori | 7’ Corso |

#### Girone di ritorno
| Arbitro: | Orlandini (Roma) |

|                                      |           |  |
| Brighenti 25’, 79’ (rig.) Perani 30’ | Marcatori |  |

| Arbitro: | Babini (Ravenna) |

|                           |           |  |
| Firmani 17’ Angelillo 22’ | Marcatori |  |

| Arbitro: | Bonetto (Torino) |

|  |           |                            |
|  | Marcatori | 34’ Lindskog 83’ Angelillo |

| Milano 28 febbraio 1960 21ª giornata | Inter            | 0 – 0 | Sampdoria | Stadio San Siro\| Arbitro: \| Samani (Trieste) \| |
| Arbitro:                             | Samani (Trieste) |       |           |                                                   |

| Arbitro: | Adami (Roma) |

|                         |           |  |
| Montuori 40’ Hamrin 47’ | Marcatori |  |

| Milano 20 marzo 1960 23ª giornata | Inter                 | 0 – 0 | Bari | Stadio San Siro\| Arbitro: \| De Marchi (Pordenone) \| |
| Arbitro:                          | De Marchi (Pordenone) |       |      |                                                        |

| Arbitro: | Jonni (Macerata) |

|                                      |           |                                          |
| Altafini 3’, 16’, 39’, 53’ Galli 21’ | Marcatori | 43’ Rancati 74’ Mereghetti 82’ Angelillo |

| Ferrara 3 aprile 1960 25ª giornata | SPAL             | 0 – 0 | Inter | Stadio Paolo Mazza\| Arbitro: \| Sbardella (Roma) \| |
| Arbitro:                           | Sbardella (Roma) |       |       |                                                      |

| Arbitro: | Francescon (Padova) |

|               |           |                                 |
| Angelillo 57’ | Marcatori | 45’ Orlando 54’, 56’ Manfredini |

| Arbitro: | Cariani (Roma) |

|             |           |  |
| Campana 73’ | Marcatori |  |

| Arbitro: | Orlandini (Roma) |

|  |           |                               |
|  | Marcatori | 31’, 71’ Sivori 79’ Boniperti |

| Arbitro: | Roversi (Bologna) |

|                                                    |           |  |
| Lindskog 13’ Bicicli 27’ Angelillo 80’ Rancati 87’ | Marcatori |  |

| Arbitro: | Bonetto (Torino) |

|                      |           |                                         |
| Dal Monte 82’ (rig.) | Marcatori | 4’ (rig.)Lindskog 30’ Bicicli 81’ Corso |

| Arbitro: | Angelini (Firenze) |

|                                    |           |                                       |
| Lindskog 18’ Corso 36’ Rancati 42’ | Marcatori | 21’ Bernini 63’ Vernazza 88’ Malavasi |

| Arbitro: | Bonetto (Torino) |

|               |           |             |
| Fontanesi 34’ | Marcatori | 79’ Firmani |

| Arbitro: | Jonni (Macerata) |

|                                  |           |                            |
| Oldani 53’ Invernizzi 69’ (aut.) | Marcatori | 52’, 85’ Firmani 65’ Corso |

| Arbitro: | Sbardella (Roma) |

|                                      |           |             |
| Firmani 25’ Lindskog 42’ Bicicli 82’ | Marcatori | 45’ Vinicio |

### Coppa Italia
| Arbitro: | De Magistris (Torino) |

|                                               |           |                                |
| Corso 11’, 68’, 76’ Firmani 15’ Angelillo 26’ | Marcatori | 5’ (aut.) Fongaro 6’ Pistacchi |

| Arbitro: | Babini (Ravenna) |

|                |           |             |
| Hamrin 7’, 14’ | Marcatori | 79’ Masiero |

### Coppa delle Fiere
| Arbitro: | Ken Aston |

|                            |           |                                  |
| Firmani 50’ Mereghetti 59’ | Marcatori | 9’, 74’ Martínez 51’, 89’ Kubala |

## Statistiche
Statistiche aggiornate al 5 giugno 1960.

### Statistiche di squadra
| Competizione      | Punti | In casa | In casa | In casa | In casa | In casa | In casa | In trasferta | In trasferta | In trasferta | In trasferta | In trasferta | In trasferta | Totale | Totale | Totale | Totale | Totale | Totale | D.R. |
| Competizione      | Punti | G       | V       | N       | P       | Gf      | Gs      | G            | V            | N            | P            | Gf           | Gs           | G      | V      | N      | P      | Gf     | Gs     | D.R. |
| ----------------- | ----- | ------- | ------- | ------- | ------- | ------- | ------- | ------------ | ------------ | ------------ | ------------ | ------------ | ------------ | ------ | ------ | ------ | ------ | ------ | ------ | ---- |
| Serie A           | 40    | 17      | 9       | 6       | 2       | 34      | 20      | 17           | 5            | 6            | 6            | 21           | 23           | 34     | 14     | 12     | 8      | 55     | 43     | 12   |
| Coppa Italia      | -     | 1       | 1       | 0       | 0       | 5       | 2       | 1            | 0            | 0            | 1            | 1            | 2            | 2      | 1      | 0      | 1      | 6      | 4      | 2    |
| Coppa delle Fiere | -     | 1       | 0       | 0       | 1       | 2       | 4       | 0            | 0            | 0            | 0            | 0            | 0            | 1      | 0      | 0      | 1      | 2      | 4      | -2   |
| Totale            | -     | 19      | 10      | 6       | 3       | 41      | 26      | 18           | 5            | 6            | 7            | 22           | 25           | 37     | 15     | 12     | 10     | 63     | 51     | 12   |

### Statistiche dei giocatori
| Giocatore      | Serie A  | Serie A | Coppa Italia | Coppa Italia | Coppa delle Fiere | Coppa delle Fiere | Totale   | Totale |
| Giocatore      | Presenze | Reti    | Presenze     | Reti         | Presenze          | Reti              | Presenze | Reti   |
| -------------- | -------- | ------- | ------------ | ------------ | ----------------- | ----------------- | -------- | ------ |
| A. Angelillo   | 31       | 11      | 2            | 1            | 1                 | 0                 | 34       | 12     |
| A. Annibale    | 3        | -7      | 2            | -2           | 0                 | -0                | 5        | -9     |
| M. Bicicli     | 29       | 4       | 1            | 0            | 0                 | 0                 | 30       | 4      |
| B. Bolchi      | 13       | 2       | 0            | 0            | 0                 | 0                 | 13       | 2      |
| A. Cardarelli  | 21       | 0       | 0            | 0            | 1                 | 0                 | 22       | 0      |
| M. Corso       | 31       | 7       | 1            | 3            | 0                 | 0                 | 32       | 10     |
| E. Firmani     | 24       | 12      | 2            | 1            | 1                 | 1                 | 27       | 14     |
| L. Fongaro     | 27       | 0       | 2            | 0            | 1                 | 0                 | 30       | 0      |
| M. Gatti       | 21       | 0       | 1            | 0            | 0                 | 0                 | 22       | 0      |
| A. Guarneri    | 16       | 0       | 1            | 0            | 1                 | 0                 | 18       | 0      |
| C. Guglielmoni | 0        | 0       | 1            | 0            | 0                 | 0                 | 1        | 0      |
| G. Invernizzi  | 26       | 1       | 1            | 0            | 1                 | 0                 | 28       | 1      |
| B. Lindskog    | 28       | 11      | 2            | 0            | 0                 | 0                 | 30       | 11     |
| E. Masiero     | 24       | 2       | 1            | 1            | 1                 | 0                 | 26       | 3      |
| E. Matteucci   | 25       | -28     | 0            | -0           | 1                 | -4                | 26       | -32    |
| M. Mereghetti  | 4        | 1       | 1            | 0            | 1                 | 1                 | 6        | 2      |
| W. Pontel      | 6        | -8      | 2            | -2           | 0                 | -0                | 8        | -10    |
| O. Rancati     | 11       | 4       | 1            | 0            | 0                 | 0                 | 12       | 4      |
| V. Tagliavini  | 11       | 0       | 2            | 0            | 0                 | 0                 | 13       | 0      |
| A. Venturi     | 23       | 0       | 2            | 0            | 1                 | 0                 | 26       | 0      |
| E. Rizzolini   | ?        | ?       | ?            | ?            | 1                 | 0                 | 1+       | 0+     |